# Correio da Manhã Rádio
A Correio da Manhã Rádio, também conhecida como CMR, é uma rádio portuguesa.

## História

### Primeira CMR (1987–1993)
A primeira CMR foi fundada em 1987, e operava em 101,5 MHz. Nos seus primórdios, a rádio transmitia álbuns completos, sem interrupções por parte dos locutores. A sua programação diurna consistia primariamente de uma mescla de músicas e notícias, e à noite e durante os finais de semana, consistia de programas autorais.
A 1990, a rádio passou a transmitir partidas de futebol e debates políticos, visando competir com a TSF.
A 1993, a Rádio Comercial, então estatal, foi privatizada e comprada pelo Grupo Correio da Manhã, ocasionando o fim da CMR.

### Segunda CMR (2024–presente)
A 2024, o Grupo Medialivre comprou a Rádio SBSR de Lisboa, e a Rádio Festival do Porto, ambas de propriedade do Grupo Música no Coração. A mudança de programação ocorreu no dia 30 de Setembro de 2024.
A 11 de Novembro, ocorre a estreia oficial da CMR, inicialmente transmitindo para Lisboa e Porto, e reproduzindo parcialmente a programação da CMTV. A rádio é patrocinadora da equipa da Estrela da Amadora.

## Frequências
- Lisboa: 90,4 MHz
- Porto: 94,8 MHz